# Vír

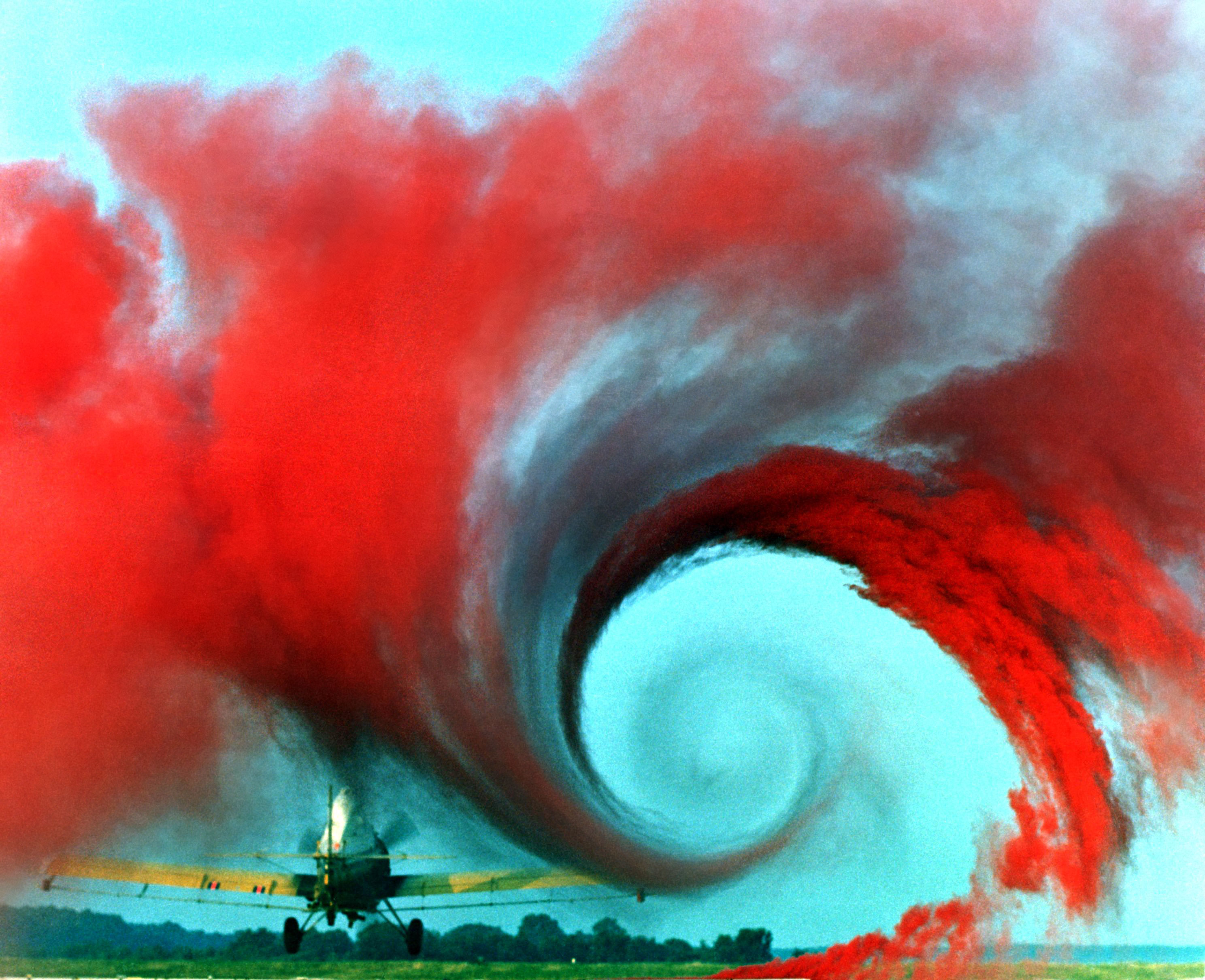
Vzdušný vír způsobený průletem letadla, zviditelněný barevným kouřem

Vír (též vír rychlosti) je rotace tekutiny (kapaliny nebo plynu) buď po spirále nebo v kruhu. Často se k tomuto pohybu přidává také turbulence.

## Matematické vyjádření
Je-li v tekutině definováno vektorové pole rychlosti {\displaystyle u}, můžeme jej použít k definici vektoru víru rychlosti
{\displaystyle \mathbf {\Omega } =\nabla \times \mathbf {u} =\operatorname {rot} \mathbf {u} },
kde {\displaystyle \mathbf {u} } je vektorové pole popisující rychlost proudění tekutiny a {\displaystyle \operatorname {rot} } je operátor rotace.
Pokud je v nějaké části tekutiny {\displaystyle \mathbf {\Omega } \neq 0}, pak se pohyb tekutiny nazývá vířivým. Je-li naopak v každém bodě tekutiny {\displaystyle \mathbf {\Omega } =0}, mluvíme o pohybu nevířivém. Nevířivé proudění je prouděním potenciálovým.

## Vírová čára
Křivky, které jsou v každém okamžiku a každém bodě tekutiny tečné k víru rychlosti se nazývají vírovými čarami, což je analogie s proudovými čarami. Vírové čáry se nemohou vzájemně protínat.
Představíme-li si uvnitř kapaliny uzavřenou křivku, pak každým bodem této křivky prochází právě jedna vírová čára. Protože se vírové čáry neprotínají, je jimi ohraničen určitý prostor. Tento prostor se nazývá vírová trubice.
Kapalina uvnitř velmi tenké vírové trubice vytváří vírové vlákno.

## Intenzita víru
Tok vektoru {\displaystyle \mathbf {\Omega } } orientovanou plochou {\displaystyle \mathbf {S} } se označuje jako intenzita víru nebo intenzita vírové trubice.
{\displaystyle \int _{S}\mathbf {\Omega } \cdot \mathrm {d} \mathbf {S} }

## Cirkulace rychlosti
Intenzitu víru ani vír rychlosti nelze měřit přímo. K jejich určení se využívá znalosti rychlostního pole, které lze změřit. Vztah mezi intenzitou víru a polem rychlosti je dán cirkulací rychlosti.
Máme-li tekutinu s daným rychlostním polem {\displaystyle \mathbf {u} }, v níž se nachází myšlená křivka {\displaystyle k} s koncovými body {\displaystyle A} a {\displaystyle B}, pak se můžeme ptát, zda se budou jednotlivé částice kapaliny v daném rychlostním poli pohybovat podél této křivky. Tendenci k takovému pohybu určuje integrál
{\displaystyle \Gamma (A,B)=\int _{A}^{B}\mathbf {u} \cdot \mathrm {d} \mathbf {s} },
kde {\displaystyle \mathrm {d} \mathbf {s} } označuje element křivky {\displaystyle k}. Tento integrál bývá někdy označován jako tok vektoru rychlosti podél oblouku ve směru od {\displaystyle A} do {\displaystyle B}.
Pokud je křivka uzavřená, nazývá se tento integrál cirkulací rychlosti
{\displaystyle \Gamma =\oint \mathbf {u} \cdot \mathrm {d} \mathbf {s} }
Tento vztah lze pomocí Stokesovy věty vyjádřit ve tvaru
{\displaystyle \Gamma =\int _{S}\operatorname {rot} \mathbf {u} \mathrm {d} \mathbf {S} },
kde {\displaystyle \mathbf {S} } označuje orientovanou plochu, která je křivkou uzavřena.